# وسترن نیویورک فلش
وسترن نیویورک فلش (به انگلیسی: Western New York Flash) یکی از باشگاه‌های حرفه‌ای فوتبال زنان در آمریکا است و متعلق به شهر بوفالو، نیویورک می‌باشد.
اما بازی‌های خود را در شهر روچستر واقع در ایالت نیورک انجام می‌دهد. خانه آن ورزشگاه ساهلنس است.
این تیم در سال ۲۰۰۸ تأسیس شد و در سال ۲۰۰۹ مراسم تحلیف آن انجام گرفت.
همچنین این تیم یکی از اعضای لیگ ملی فوتبال زنان است.